# Baskerlandet Rundt
Baskerlandet Rundt (spansk: Vuelta Ciclista al País Vasco, baskisk: Euskal Herriko txirrindulari itzulia) er et årligt etapeløb i cykling som bliver arrangeret i Baskerlandet i april.
Løbet blev for første gang arrangeret i 1924, men blev ikke afholdt mellem 1935 og 1969.
Den første vinder af det "moderne" Baskerlandet Rundt (1969) var Jacques Anquetil. Flest sammenlagtesejre har José Antonio Gonzalez Linares, som vandt løbet fire gange: i 1972, 1975, 1977 og 1978.  
Da Baskerlandet ligger i et bjerglandskab, næsten uden flade etaper, er vinderne almindeligvis bjergryttere. Stigningene er normalt ikke specielt lange, men meget hårde.

## Vinderne
| År                                 | Vinder                     | Toer                  | Treer                   |        |
| ---------------------------------- | -------------------------- | --------------------- | ----------------------- | ------ |
| 1924                               | Francis Pélissier          | Henri Pélissier       | Charles Lacquehay       |        |
| 1925                               | Auguste Verdyck            | Joseph Pe             | Marcel Bidot            |        |
| 1926                               | Nicolas Frantz             | Ottavio Bottecchia    | Victor Fontan           |        |
| 1927                               | Victor Fontan              | André Leducq          | Lucien Buysse           |        |
| 1928                               | Maurice De Waele           | André Leducq          | Mariano Cañardo         |        |
| 1929                               | Maurice De Waele           | Marcel Bidot          | Nicolas Frantz          |        |
| 1930                               | Mariano Cañardo            | Antonin Magne         | Jean Aerts              |        |
| 1931-1934 ikke afholdt             |                            |                       |                         |        |
| 1935                               | Gino Bartali               | Dante Gianello        | Julián Berrendero       |        |
| 1936 aflyst 1937-1968 ikke afholdt |                            |                       |                         |        |
| 1969                               | Jacques Anquetil           | Francisco Gabica      | Mariano Díaz            |        |
| 1970                               | Luis Pedro Santamarina     | Jesús Aranzabal       | Andrés Gandarias Albizu |        |
| 1971                               | Luis Ocaña                 | Raymond Poulidor      | Miguel María Lasa       |        |
| 1972                               | José Antonio González      | Jesús Manzaneque      | Jesús Esperanza         |        |
| 1973                               | Luis Ocaña                 | José Antonio González | Domingo Perurena        |        |
| 1974                               | Miguel María Lasa          | Jesús Manzaneque      | Luis Ocaña              |        |
| 1975                               | José Antonio González      | Jesús Manzaneque      | Agustín Tamames         |        |
| 1976                               | Gianbattista Baronchelli   | Javier Elorriaga      | Joaquim Agostinho       |        |
| 1977                               | José Antonio González      | Paul Wellens          | Jean-Pierre Baert       |        |
| 1978                               | José Antonio González      | Enrique Cima          | José Nazabal            |        |
| 1979                               | Giovanni Battaglin         | Vicente Belda         | Miguel María Lasa       |        |
| 1980                               | Alberto Fernández Blanco   | Miguel María Lasa     | Marino Lejarreta        |        |
| 1981                               | Silvano Contini            | Mario Beccia          | Marino Lejarreta        |        |
| 1982                               | José Luis Laguía           | Julián Gorospe        | Francesco Moser         |        |
| 1983                               | Julián Gorospe             | Roberto Visentini     | Marino Lejarreta        |        |
| 1984                               | Seán Kelly                 | Faustino Rupérez      | Marino Lejarreta        |        |
| 1985                               | Pello Ruiz Cabestany       | Greg LeMond           | Marino Lejarreta        |        |
| 1986                               | Seán Kelly                 | Maurizio Rossi        | Federico Echave         |        |
| 1987                               | Seán Kelly                 | Rolf Gölz             | Julián Gorospe          |        |
| 1988                               | Erik Breukink              | Luc Suykerbuyk        | Julián Gorospe          |        |
| 1989                               | Stephen Roche              | Federico Echave       | Jesús Blanco Villar     |        |
| 1990                               | Julián Gorospe             | Rolf Gölz             | Miguel Indurain         |        |
| 1991                               | Claudio Chiappucci         | Johan Bruyneel        | Piotr Ugrumov           |        |
| 1992                               | Tony Rominger              | Raúl Alcalá           | Mikel Zarrabeitia       |        |
| 1993                               | Tony Rominger              | Rolf Sørensen         | Alex Zülle              |        |
| 1994                               | Tony Rominger              | Jevgenij Bersin       | Claudio Chiappucci      |        |
| 1995                               | Alex Zülle                 | Laurent Jalabert      | Tony Rominger           |        |
| 1996                               | Francesco Casagrande       | Pascal Hervé          | Abraham Olano           |        |
| 1997                               | Alex Zülle                 | Laurent Jalabert      | Marco Pantani           |        |
| 1998                               | Íñigo Cuesta               | Laurent Jalabert      | Alex Zülle              |        |
| 1999                               | Laurent Jalabert           | Wladimir Belli        | Davide Rebellin         |        |
| 2000                               | Andreas Klöden             | Danilo Di Luca        | Laurent Jalabert        |        |
| 2001                               | Raimondas Rumšas           | José Alberto Martínez | Marcos Serrano          |        |
| 2002                               | Aitor Osa                  | David Etxebarria      | Gonzalo Bayarri         |        |
| 2003                               | Iban Mayo                  | Tyler Hamilton        | Samuel Sánchez          |        |
| 2004                               | Denis Mensjov              | Iban Mayo             | David Etxebarria        |        |
| 2005                               | Danilo Di Luca             | Davide Rebellin       | Alberto Contador        |        |
| 2006                               | José Ángel Gómez Marchante | Alejandro Valverde    | Antonio Colom           |        |
| 2007                               | Juan José Cobo             | Ángel Vicioso         | Samuel Sánchez          |        |
| 2008                               | Alberto Contador           | Cadel Evans           | Thomas Dekker           |        |
| 2009                               | Alberto Contador           | Samuel Sánchez        | Cadel Evans             |        |
| 2010                               | Chris Horner               | Beñat Intxausti       | Joaquim Rodríguez       |        |
| 2011                               | Andreas Klöden             | Chris Horner          | Robert Gesink           |        |
| 2012                               | Samuel Sánchez             | Joaquim Rodríguez     | Bauke Mollema           |        |
| 2013                               | Nairo Quintana             | Richie Porte          | Sergio Henao            |        |
| 2014                               | Alberto Contador           | Michał Kwiatkowski    | Jean-Christophe Péraud  |        |
| 2015                               | Joaquim Rodríguez          | Sergio Henao          | Jon Izagirre            |        |
| 2016                               | Alberto Contador           | Sergio Henao          | Nairo Quintana          |        |
| 2017                               | Alejandro Valverde         | Alberto Contador      | Jon Izagirre            |        |
| 2018                               | Primož Roglič              | Mikel Landa           | Jon Izagirre            |        |
| 2019                               | Jon Izagirre               | Daniel Martin         | Emanuel Buchmann        |        |
| 2020                               | aflyst                     | aflyst                | aflyst                  | aflyst |
| 2021                               | Primož Roglič              | Jonas Vingegaard      | Tadej Pogačar           |        |
| 2022                               | Daniel Martínez            | Jon Izagirre          | Aleksandr Vlasov        |        |
| 2023                               | Jonas Vingegaard           | Mikel Landa           | Jon Izagirre            |        |
| 2024                               | Juan Ayuso                 | Carlos Rodríguez      | Mattias Skjelmose       |        |
| 2025                               |                            |                       |                         |        |